# Ângelo Martins
Ângelo Gaspar Martins (Porto, 1930. április 19. – Lisszabon, 2020. október 11.) válogatott portugál labdarúgó, hátvéd.

## Pályafutása

### Klubcsapatban
1951-ben lett a Benfica labdarúgója. Egy idényen át a tartalékcsapatban szerepelt, majd 1965-ig, a visszavonulásig volt az első csapat tagja. Hét bajnoki címet és portugálkupa-győzelmet ért el az együttessel. Tagja volt az 1960–61-es és az 1961–62-es idényben BEK-győztes csapatnak.
Visszavonulása után a Benfica ifjúsági csapatainál dolgozott edzőként.

### A válogatottban
1953 és 1962 között 20 alkalommal szerepelt a portugál válogatottban.

## Sikerei, díjai
Benfica
- Portugál bajnokság (Primeira Divisão)
  - bajnok (7): 1954–55, 1956–57, 1959–60, 1960–61, 1962–63, 1963–64, 1964–65
- Portugál kupa (Taça de Portugal)
  - győztes (7): 1952, 1953, 1955, 1957, 1959, 1962, 1964
- Bajnokcsapatok Európa-kupája
  - győztes (2): 1960–61, 1961–62
  - döntős (2): 1962–63, 1964–65
- Interkontinentális kupa
  - döntős (2): 1961, 1962